# Альфонс де Шатобріан
Альфо́нс ван Бре́денбек де Шатобріа́н фр. Alphonse Van Bredenbeck de Châteaubriant, * 25 березня 1877, Ренн, Франція — † 2 травня 1951, Кіцбюель, Австрія;— французький письменник і журналіст, лауреат Ґонкурівської премії (1911) за роман «Володар Лурдин»

## Біографія
По батьковій лінії Альфонс де Шатобріан належав до нідерландського аристократичного роду, який виводиться від Ґаспара ван Бреденбека (1637—1687). Натуралізувавшись у Франції, ван Бреденбек уже 1670 року виробляв цукор у Сомюрі, а з 1675-го — в Анжері. Його вдова, що належала до анжуйської буржуазії, 1693 року придбала землі в місцевості Шатобріян-ан-Анжу.
Альфонс був двоюрідний брат художника Фердінана Луаяна Пюїґодо — батька Одетти Пюїґодо. Закінчивши нантський ліцей Клемансо, він навчався в Спеціальній військовій школі Сен-Сір, але не став військовиком. Мешкав переважно у Піріак-сюр-Мерi, де мав маєток, у Нанті та Пуату. 18 травня 1903 року де Шатобріан одружився в Сен-Назері з Марґерітою Терезою Еженією Башло-Вільнев, з якою мав двох синів — Ґі й Робера (письменника, що творив під псевдонімом Д'Ів Ле Скаль). Згодом він зблизився з поетесою Ґабрієль Лефор. Від першого шлюбу в неї були два сини. Один із них — історик Андре Кастело, став особистим секретарем Альфонса де Шатобріана.

### Реґіоналізм

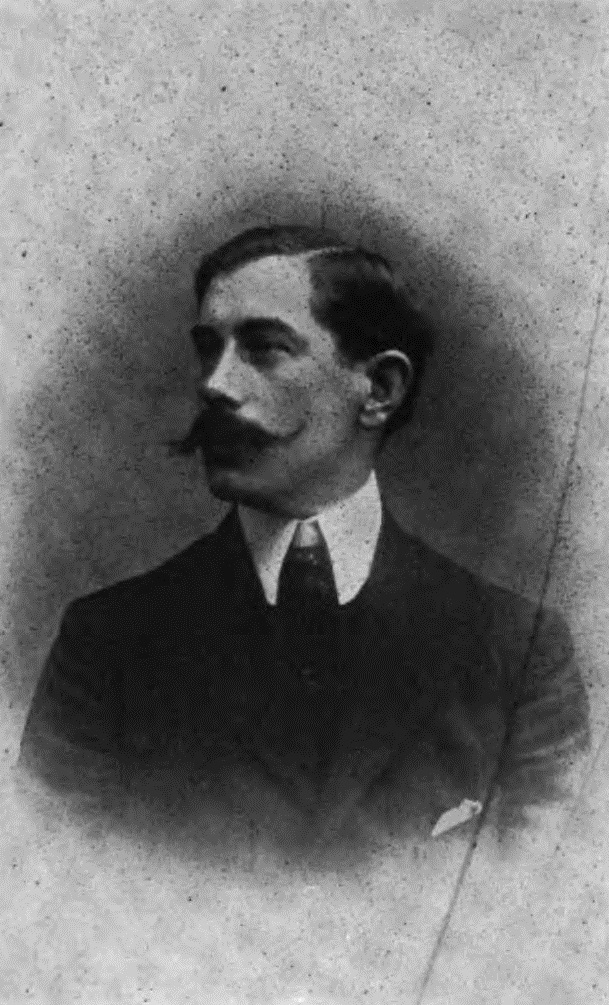
Альфонс де Шатобріан. Не пізніш, як 1913 рік.

Отож де Шатобріан описував ці реґіони Великого Заходу у своїх творах, позначених, власне, впливом тодішньої літературної течії — реґіоналізму. Це, зокрема, «Володар Лурдин» (Ґонкурівська премія 1911 року), «Брієр», за яку 1923 року здобув Велику літературну премію Французької академії за роман, і «Зграя» (1927), яку видано великим накладом, одним із найбільших у час між двома світовими війнами. Всього розійшлося 609 000 її примірників.
На Першій світовій війні де Шатобріан, служачи в польовому шпиталі, писав дружині й приятелеві Ромену Роллану листи, в яких відчувається збурення. А коли настав мир, письменник утвердився в думці, що для добра Франції найкраще було б встановити тісні відносини з Німеччиною, щоб уникнути нової війни. Германофіл, католик, противник атеїзму й комунізму, прихильник порядку, Альфонс де Шатобріан захопився гітлерівським націонал-соціалізмом, вбачивши в ньому засіб поновити в країні благородний, дворянський дух з домішкою католицької містики. Своєрідним маніфестом такого погляду стала книжка «Відповідь Господа».
У травні 1937 року, повернувшись із Німеччини, він опублікував «Пучок сил», у якому висловився на користь гітлерівської ідеології, вважаючи, що християнство і нацизм сумісні. 13 серпня 1938 року в Берхтесґадені він зустрівся з Адольфом Гітлером, і той сказав Шатобріану, обхопивши обіруч його руки: «Пане французький письменнику, ви краще зрозуміли націонал-соціалізм, ніж 99 відсотків німців, що голосували за мене!» Тож письменник побачив у фюрері нового месію.

### Колабораціонізм

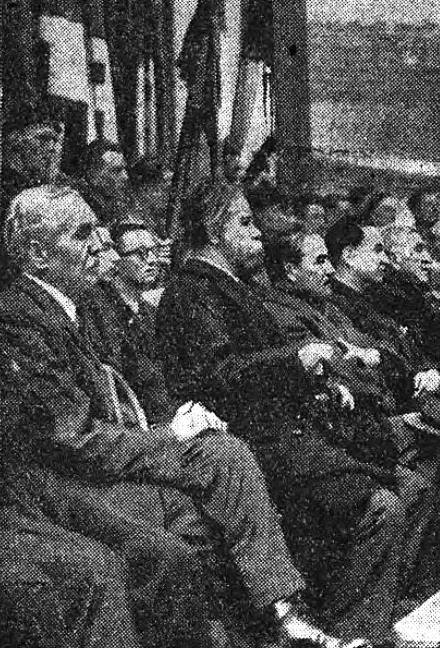
Шатобріан на мітингу Національного революційного фронту на «Зимовому велодромі» 11 квітня 1943 року. Зліва направо: Жорж Клод, Альфонс де Шатобріан, Марсель Деа, Марсель Бюкар і Поль Шак.

Де Шатобріан належав до тих, що відразу ж стали колабораціоністами. Під час німецької окупації він очолив Групу співпраці. 24 жовтня 1940 року він був присутній на зустрічі маршала Петена й Гітлера в Монтуар-сюр-Луарі. З липня 1940 по травень 1941-го керував «Пучком» (La Gerbe) — «політичним і літературним тижневиком», головним редактором якого був Марк Ож'є, відомий після війни під псевдонімом Сен-Лу. Перший примірник вийшов у світ 11 липня 1940. Взяли участь у цьому Жан Жіоно, Поль Моран, Жан Кокто, Марсель Еме, Саша Ґітрі та інші. Часопис проголошував ідею аріанізованої, вільної від більшовизму Європи, близьку до тез неосоціаліста Марселя Деа й доволі далеку від платформи маршала Петена. 30 січня 1941 Шатобріан задекларував у «Пучку» «моральну красу капітуляції» й закликав французів беззастережно йти на колаборантство, адже німці дають французам можливість «бути разом з ними вільними й стати визволителями колоній і рабів». На знак подяк Ґеббельс запросив письменників-колаборантів, що працювали в «Пучку», на урочистості в Нюрнбергу. Співробітники тижневика підтримали Антибільшовицький леґіон, взявши участь у мітинґу, який організував Жак Доріо.

### Повоєнний час
Після поразки Німеччини у війні Альфонс де Шатобріан перебрався до Кіцбюеля в Австрії й жив там під іменем «доктор Альфред Вольф». 25 жовтня 1945 року шостий відділ Суду Сени заочно ухвалив вирок де Шатобріану: пораження у правах і смертна кара. Видано ордер на арешт і наказ доставити засудженого до Форту Шарантон. Альфонс де Шатобріан знайшов сховище в тирольському монастирі, де й помер у 1951 році, опублікувавши перед смертю послання — «Лист християнству, яке вмирає». До його творів двояке ставлення. З одного боку, зважають на вину де Шатобріана в колаборантстві. З другого боку, цінують твори (особливо «Брієр») хоча б за художню вартість ілюстрацій — роботу таких митців, як Жан Фрело, Матюрен Мее, Рене-Ів Крестон, Анрі Шеффер та інші.

## Твори
- Prémisses, 1902 — «Передумови»

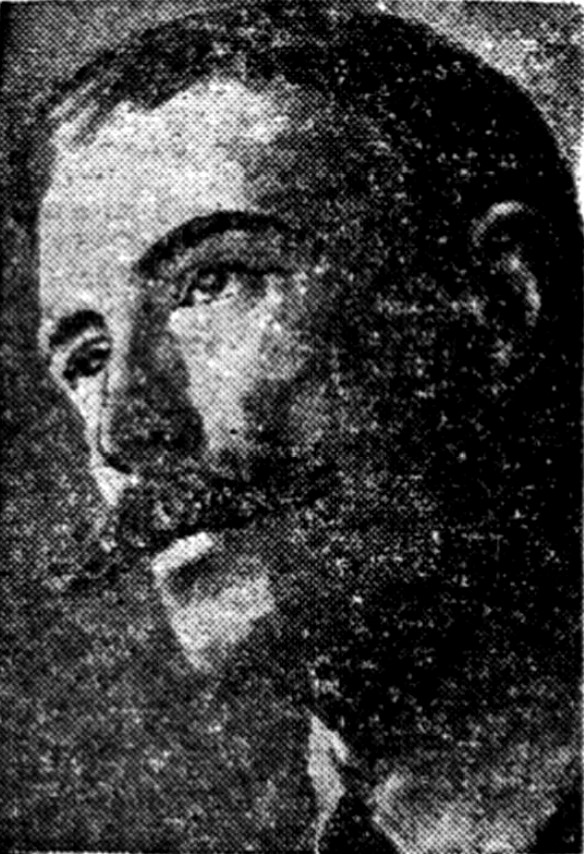
Альфонс де Шатобріан. 1933 рік.

- Pastels vendéens. Le Soulier du vilain, ou Petite chronique des temps difficiles, 1905 — «Вандейські пастелі. Черевик мерзотника, або Маленька хроніка важких часів»
- Muses vendéennes, 1905 — «Вандейські музи»
- Le Baron de Puydreau (nouvelle), 1908 — «Барон Пюїдро» (оповідання)
- Monsieur de Buysse (nouvelle), 1909 — «Пан де Бюїсс» (оповідання)
- Monsieur des Lourdines — Histoire d'un gentilhomme campagnard [Архівовано 17 жовтня 2013 у Wayback Machine.], Grasset, 1911 — «Володар Лурдин. Історія сільського шляхтича» (Ґонкурівська премія 1911)
- La Brière (roman), Grasset, 1923 — «Брієр» (Велика романістична премія Французької академії, 1923)
- La Meute, Grasset, 1927 — «Зграя»
- Un poème inédit de Châteaubriant. Souvenir, 1923 — «Не видана поема де Шатобріана»
- Instantanés aux Pays-Bas, Paris, Kra, 1927 — «Моментальні знімки в Нідерландах»
- Locronan, Cahiers libres, 1928 — «Локронан»
- La Réponse du Seigneur, Grasset, 1933 — «Відповідь Господа»
- Kériacop, éditions Mornay, " la collection originale " — «Керіакоп»
- La cité de nos fêtes, éditions Bernard Grasset — «Місто наших свят»
- Au pays de Brière (photos de C. Le Boyer & A. Bernard) ; édition préparée par A. Castelot, éd. de Gigord, sans date (1935/) — «У країні Брієру»
- La Gerbe des forces, Grasset, 1937 ; réédition aux éditions de l'Homme libre, 2005 — «Пучок сил»
- Le bouquet fané (illustrations de Bernard Roy), Tisné, 1937 — «Зів'ялий букет»
- Les pas ont chanté, Grasset, 1938 — «Сліди співали»
- La Psychologie et le drame des temps présents, 1943 — «Психологія і драма сучасности»
- Écrits de l'autre rive, Paris, Collection " Le Palladium ", A. Bonne, 1950 — «Писання з того берега»
- Lettre à la chrétienté mourante, avant-propos par Robert de Châteaubriant, Paris, B. Grasset, Collection " Les Cahiers verts ", nouvelle série n° 9, 1951 — «Лист християнству, яке вмирає»
- Lettres des années de guerre, 1914—1918, Paris, A. Bonne, 1952 — «Листи і роки війни»
- Fragments d'une confession, Paris, Desclée de Brouwer, 1953 — «Уривки сповіді»
- …Des saisons et des jours… Journal de l'auteur, 1911—1924 (avec 7 dessins originaux de l'auteur) ; éd. du Sapin vert, 1953 — «…Пори року і дні… Щоденник автора, 1911—1924» (разом із сімома ілюстраціями, які намалював автор)
- Itinerarium ad lumen divinum, Paris, la Colombe, Éditions du Vieux-Colombier, 1955 — «Дорожні записки за Божого дня»
- Cahiers, 1906—1951, Paris, B. Grasset, 1955 — «Зошити, 1906—1909»
- L'acte intérieur ou Le sens intime du divin, Paris, Nouvelles éditions latines, 1992 — «Внутрішня дія, або Сокровенне чуття божественного»
- Chroniques de l'âme, Paris, Perrin & Perrin, 1999 (édition établie par Benoît Mancheron et Paul Gothal) — «Хроніки душі»
- Procès posthume d'un visionnaire. Alphonse de Châteaubriant, préface de Robert Canzillon, Paris, Nouvelles éditions latines, 1987 — «Посмертний процес мрійника»
- Châteaubriant Alphonse de et Rolland Romain, L'un et l'autre, 1906—1914. Choix de lettres, préface de L. A. Maugendre, Paris, A. Michel, Collection " Cahiers Romain Rolland " n° 26, 1983 — «Альфонс де Шатобріан і Ромен Роллан, один і другий, 1906—1914»
- Hess Heinrich, Un homme parmi les autres. Un chef et son peuple, Préface de Alphonse de Châteaubriant, Paris, s. d. — Гайнріх Гесс. «Людина серед інших. Вождь і його народ». Передмова Альфонса де Шатобріана
- Inédits ou inachevés : Kériacop et La Cité de nos Fêtes — «Не видане або не закінчене»